# Perlamantis allibertii
Perlamantis allibertii es una especie de mantis de la familia Amorphoscelidae.

## Distribución geográfica
Se encuentra en Francia continental , península ibérica (España y Portugal), Argelia, Marruecos, Libia y Túnez.